# Gruppo di NGC 134
Il Gruppo di NGC 134 comprende almeno otto galassie situate nella costellazione dello Scultore. La distanza media tra questo gruppo e la Via Lattea è di circa 20 megaparsec.

## Membri
Il gruppo comprende le galassie NGC 115, NGC 131, NGC 134, NGC 148, NGC 150, PGC 2000, IC 1555 e PGC 2044.
Le galassie ESO 410-18 e IC 1554 menzionate nell'articolo di A.M. Garcia corrispondono rispettivamente a PGC 2044 e a PGC 2000. Secondo Seligman, PGC 2000 non corrisponde a IC 1554 che è un oggetto perduto o inesistente. Nell'articolo di Garcia vengono elencate sette galassie, alle quali Seligman aggiunge NGC 150 che ha coordinate e velocità radiali compatibili con quelle del gruppo.
L'astronomo britannico John Herschel ha scoperto NGC 115, NGC 131 e NGC 148 nel 1834. L'astronomo americano Lewis Swift ha scoperto NGC 150 nel 1886 e PGC 2044 nel 1889. NGC 134 è stata scoperta dall'astronomo australiano James Dunlop nel 1826.
| Nome       | Classificazione | Tipo               | Ascensione retta (J2000.0) | Declinazione (J2000.0) | Velocità radiale (km/s) | Magnitudine apparente | Distanza (Mpc) | Dimensioni (kal) |
| ---------- | --------------- | ------------------ | -------------------------- | ---------------------- | ----------------------- | --------------------- | -------------- | ---------------- |
| NGC 115    | SB(s)bc?        | Spirale barrata    | 00h 26m 46.3s              | -33° 40′ 37″           | 1825 ± 6                | 13,1                  | 23,1 ± 1,6     | 85               |
| NGC 131    | SB(s)b?         | Spirale barrata    | 00h 29m 38.5s              | -33° 15′ 35″           | 1410 ± 17               | 13,2                  | 16,9 ± 1,2     | 25               |
| NGC 134    | SAB(s)bc        | Spirale intermedia | 00h 30m 22.0s              | -33° 14′ 39″           | 1582 ± 3                | 10,4                  | 19,4 ± 1,4     | 192              |
| IC 1555    | SB0^+(rs) pec?  | Lenticolare        | 00h 33m 07.3s              | -32° 15′ 30″           | 1539 ± 5                | 13,7                  | 18,5 ± 1,3     | 32               |
| NGC 148    | S0^0^?          | Lenticolare        | 00h 34m 15.5s              | -31° 47′ 10″           | 1516 ± 10               | 12,2                  | 23,6 ± 1,7     | 74               |
| ESO 410-18 | SAB(s)m?        | Spirale intermedia | 00h 34m 11.2s              | -30° 46′ 25″           | 1582 ± 3                | 13,36 ± 0,09          | 19,3 ± 1,4     | 52               |
| NGC 150    | SB(rs)bc        | Spirale barrata    | 00h 34m 15.5s              | -27° 48′ 13″           | 1584 ± 4                | 11,4                  | 19,2 ± 1,4     | 94               |

Il sito DeepskyLog permette di trovare agevolmente le galassie citate in base al loro nome; in alternativa, si possono trovare le galassie in base alle coordinate celesti. Salvo indicazione contraria, le coordinate sono quelle indicate dal sito National Aeronautics and Space Administration / Infrared Processing and Analysis Center.